# Вольпе, Джанкарло
Джанкарло Вольпе (родился 31 июля 1974 года в Такоме, штат Вашингтон) — итальянский американский аниматор, режиссер, продюсер и создатель комиксов.
Вольпе был режиссером, автором и сюжетом для мультфильма Disney Channel « Звезда против сил зла» с 2015 по 2017 год.
14 февраля 2015 года Вольпе запустил свой комический Бог любви через свой giancarlovolpe.tumblr.com . Комикс на 100 % принадлежит создателю и показывает двух эльфийских любовников в бегах, когда богиня любви заменяется злым демоном.
Окончив Школу изобразительных искусств в 1997 году, Вольпе начал свою карьеру в Humongous Entertainment, анимируя на детских компьютерных играх Pajama Sam 2: Гром и молния не так страшно, и Патт-Путт вступает в гонку . В 1998 году он переехал в Fox (Film Roman), чтобы работать над сериалом Царь Горы , где был художником по макетированию персонажей и помощником режиссера .
В 2005 году Вольпе снял 19 эпизодов из сериала студии «Никелодеон» «Аватар: Легенда об Аанге» . Он выиграл премию Энни за сезон 2, эпизод 13, " Бур ".
В 2008 году переехал в Volpe Lucasfilm Animation в качестве эпизодических директора по Star Wars: The Clone Wars , где он работал непосредственно со знаменитым режиссером Джорджем Лукасом .
Вольпе также продюсировал телесериал CG Green Lantern: The Animated Series, работавший с продюсером анимации Брюсом Тиммом . Ряд бежал за 26 эпизодами и имел набожных последователей, где его лояльная фанатская база была названа «Фантернами».
В январе 2014 года Warner Bros. выпустили JLA Adventures: Trapped in Time, который был продюсером и режиссером которого выступил Volpe. «JLAATIT» — это 52-минутный фильм « Лига Справедливости», снятый в прямом эфире и снятый в прямом эфире. Его похвалили за веселье и дружелюбный тон для детей.
Вольпе также провел 2014 год, работая в Riot Games, где он помогал создавать анимационный контент на основе чрезвычайно популярной игры MOBA League of Legends . Контент был разработан, чтобы расширить очень быстрый мир и игровую базу персонажей.
Вольпе также помог снять пилотную серию для мультсериала "Тайны Майка Тайсона" .

## Фильмография
| Название                               | Год(ы)    | Режиссёр    | Сценарист   | Продюсер       | Раскадровщик   | Другие кредиты                          |
| -------------------------------------- | --------- | ----------- | ----------- | -------------- | -------------- | --------------------------------------- |
| Царь горы                              | 1999-2005 |             |             |                | Да             | дизайнер персонажей ассистент режиссера |
| Аватар: Легенда об Аанге               | 2005-2008 | Да          | Да          |                | Да             | дизайнер персонажей ассистент режиссера |
| Звездные войны: Войны клонов           | 2009-2011 | Да          |             |                | Да             |                                         |
| Зеленый Фонарь                         | 2011-2013 |             |             | Да             |                |                                         |
| Лига Справедливости: В ловушке времени | 2014      | Да          |             | Да             |                |                                         |
| Тайны Майка Тайсона                    | 2014-2020 |             | Разработчик |                |                |                                         |
| Звёздная принцесса и силы зла          | 2016-2017 | Да          | Да          |                | Да             | запись диалогов                         |
| Принц-дракон                           | 2018-2019 | Да          |             | Исполнительный |                |                                         |
| Пацаны: Осатанелые                     | 2022      | Координатор |             |                |                | loop group                              |
| Юная Лига Справедливости               | 2022      |             | Да          |                |                |                                         |
| Восстание черепашек-ниндзя             | 2022      |             |             |                | Дополнительный |                                         |

## Внешние ссылки
- Профиль MobyGames
- Профиль deviantART
- Блог Tumblr